# Vliegplan
Het vliegplan (Engels: flight plan, afgekort: FPL) is een document dat een vlieger of luchtvaartmaatschappij vooraf indient bij de luchtverkeersleiding en waarin wordt aangegeven welke type vlucht (IFR of VFR) men van plan is te gaan maken. Naast de luchthaven van vertrek en van aankomst geeft men hierin aan welke route men wil volgen, op welke hoogte men deze route wil vliegen, met welk vliegtuig (type, vliegtuigregistratienummer), met hoeveel passagiers aan boord etc.

## Beschrijving

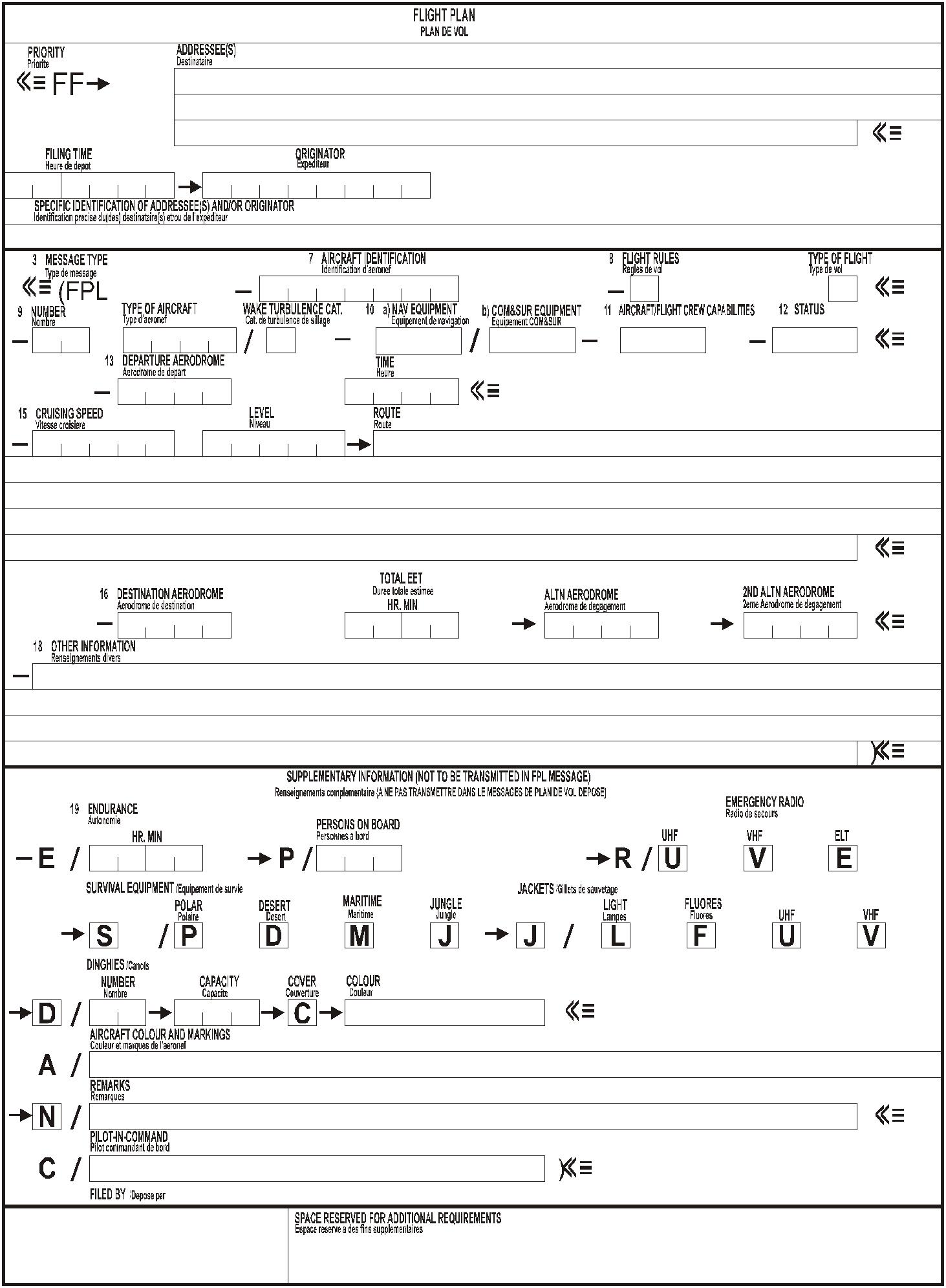
Het standaard vliegplan (FPL)formaat

Het FPL formaat is vastgelegd door ICAO, al heeft het in de loop van de jaren wel wat aanpassingen doorgemaakt om met de evolutie van bijvoorbeeld de navigatiemiddelen gelijke tred te houden. Enkel het gedeelte tussen de haakjes na de berichtidentificatie 'FPL' wordt doorgezonden. Het formaat bestaat uit een vast aantal genummerde velden. Zo komt in veld 15 bijvoorbeeld altijd de geplande vliegroute. 
Op basis van alle vliegplannen die de luchtverkeersleiding ontvangt kan deze een planning voor de dag maken. Dit bepaalt onder andere de personele bezetting van het luchtverkeersleidingscentrum. Indien het aanbod van verkeer binnen het luchtruim of voor een luchthaven te groot is wordt er een slottijd toegewezen aan een vlucht. Dit is de vastgelegde tijd waarop een toestel mag vertrekken of het luchtruim mag binnen vliegen. In Europa verzamelt het Network Manager Operations Centre (NMOC) van Eurocontrol alle internationale vliegplannen om een planning voor heel Europa te maken. Zo kan ervoor worden gezorgd dat een vliegtuig niet te vroeg van een vliegveld vertrekt om vervolgens onderweg of bij het veld van aankomst voor te veel verkeer en daarmee voor vertraging te zorgen. 
Voorbeeld: Als het op Schiphol heel erg mistig is, zorgt het NMOC er op aangeven van Luchtverkeersleiding Nederland voor dat toestellen met bestemming Schiphol nog in Spanje aan de grond worden gehouden.
De vliegplangegevens worden in Europa op twee plaatsen in elektronische vorm verzameld in een zogenaamd IFPS (Initial FPL Processing System) van Eurocontrol. Van daaruit worden zij enkele uren van tevoren verspreid naar de nationale luchtverkeersgebieden die overvlogen zullen worden. Ieder luchtverkeersleidingscentrum heeft een eigen vluchtgegevens verwerkingssysteem. Dit systeem berekent de verwachte en actuele tijden van overvlucht over de navigatiepunten van de routes, de hoogten, snelheden, en alle bijkomende gegevens. Deze gegevens worden weergegeven op de radarschermen van de luchtverkeersleiders. 
Het vliegplan heeft nog een belangrijke functie, namelijk die in geval van search and rescue. In het vliegplan staan tijden vermeld waarop de vlieger denkt aan te komen boven een bepaald navigatiepunt of op een luchthaven. Wanneer een vliegtuig niet binnen een bepaalde tijd na de aangekondigde tijd zich heeft gemeld, zal de luchtverkeersleiding een zoekactie initiëren. Een piloot die onderweg naar luchthaven "A" besluit uit te wijken naar luchthaven "B' is dus ook verplicht om zijn vliegplan te wijzigen, dit om te voorkomen dat een onnodige zoekactie wordt opgestart. In het vliegplan dient dan ook vermeld te worden wat de endurance (de geschatte tijd die het toestel in de lucht kan blijven) van het toestel is.

## Uitvoering
Een vliegtuig begint pas aan de uitvoering van de vlucht (het volgen van het vliegplan) nadat het een klaring van de verkeersleiding heeft gekregen. Die klaring is een bevestiging dat het ingediende vliegplan (met eventuele aanpassingen) mag worden uitgevoerd. 